# Calciumphosphit
Calciumphosphit, auch Calciumphosphonat genannt, ist eine chemische Verbindung aus der Gruppe der Phosphonate. Es kommt normalerweise als Monohydrat CaH(PO3)•H2O vor. Dieses gibt bei Erwärmung über 200 °C Kristallwasser ab.

## Gewinnung und Darstellung
Calciumphosphit kann durch Reaktion von Phosphonsäure  mit Calciumoxid gewonnen werden. 
{\displaystyle \mathrm {CaO+H_{3}PO_{3}\longrightarrow CaHPO_{3}+H_{2}O} }
Es entsteht auch als Beiprodukt bei der Produktion von Calciumhypophosphit Ca(H2PO2)2.
Calciumphosphit ist das bislang einzig bekannte Phosphit, das auch natürlich nachgewiesen werden kann. In Fulguriten (bei Blitzeinschläge gebildetes Mineralglas) entsteht es wahrscheinlich durch die unvollständige Reduktion von Calciumphosphat in Anwesenheit von Eisensilicid.

## Verwendung
Calciumphosphit wird als Düngemittel und als Polymerisationskatalysator verwendet.